# Villabona
Villabona é um município da Espanha na província de Guipúscoa, comunidade autónoma do País Basco, de área 17,74 km² com população de 5750 habitantes (2007) e densidade populacional de 323,68 hab/km².

## Demografia
| Variação demográfica do município entre 1991 e 2004 | Variação demográfica do município entre 1991 e 2004 | Variação demográfica do município entre 1991 e 2004 | Variação demográfica do município entre 1991 e 2004 |
| --------------------------------------------------- | --------------------------------------------------- | --------------------------------------------------- | --------------------------------------------------- |
| 1991                                                | 1996                                                | 2001                                                | 2004                                                |
| 5360                                                | 5370                                                | 5672                                                | 5742                                                |